# Stipa richardsonii
Stipa richardsonii är en gräsart som beskrevs av Heinrich Friedrich Link. Stipa richardsonii ingår i släktet fjädergrässläktet, och familjen gräs. Inga underarter finns listade i Catalogue of Life.